# Czworaki (Rudno)
Czworaki – część wsi Rudno w Polsce położona w województwie lubelskim, w powiecie lubartowskim, w gminie Michów. Nie posiada sołtysa, należy do sołectwa Rudno.
W latach 1975–1998 Czworaki administracyjnie należały do województwa lubelskiego.